# Javier García Cuesta
Pour les articles homonymes, voir Javier García.
Javier García Cuesta, né le 20 avril 1947 à Mieres, est un joueur puis entraîneur espagnol de handball.
Il a notamment participé à quatre Jeux olympiques (un en tant que joueur puis trois en tant que sélectionneur), huit Championnats du monde (un en tant que joueur puis sept en tant que sélectionneur) et dix-sept compétitions continentales où il a remporté de nombreuses médailles.

## Biographie
En tant que joueur, Javier García Cuesta évolue entre 1968 et 1976 à l'Atlético de Madrid avec lequel il termine quatre fois vice-champion d'Espagne et trois fois finaliste de la Coupe du Roi.
Avec l'équipe nationale espagnole, il participe aux Jeux olympiques 1972, terminés à la 15e place, puis au Championnat du monde 1974, terminé à la 13e place, et remporte une médaille d'argent aux Jeux méditerranéens de 1975.
Après avoir obtenu son diplôme à l'Institut national d'éducation physique (INEF) en 1975, il devient préparateur physique de la section football de l'Atlético de Madrid, tout d'abord seulement avec l'équipe B (entraînée par Paquito García (en)) puis également avec l'équipe première (entraînée par Luis Aragonés) à compter de novembre 1975. Il contribue ainsi à la victoire en Coupe du Généralissime en 1976 et à la troisième place en Championnat.
Ne pouvant continuer à supporter longtemps les matins avec l'équipe B, les après-midi avec l'équipe première et les soirées et les week-ends au handball, il met un terme à sa carrière de joueur de handball de l'Atlético et de l'équipe nationale en 1976 à seulement 29 ans. Il reste alors pendant trois ans de plus comme préparateur physique de l'équipe première qui remporte la Liga en 1977.
En juillet 1979, il quitte l'Espagne pour les États-Unis. Il commence à travailler dans un camp pour enfants et puis travaille pour la Fédération américaine de handball d'août 1979 à 1987. À la tête de l'équipe nationale masculine, il participe aux Jeux olympiques de 1984 à Los Angeles, terminés à la 9e place, et remporte les Jeux panaméricains en 1987 (en), synonymes de qualification pour les Jeux olympiques de 1988 à Séoul.
Pourtant, García Cuesta décide de rentrer en Espagne en prenant la tête du TEKA Santander. Il conduit à la progression du club qui devient vice-champion d'Espagne en 1989 (en) et remporte la même année son premier titre, la Coupe du Roi.
Grâce à ces bonnes performances, il est nommé en 1989 sélectionneur de l'équipe nationale espagnole, trois ans avant les Jeux olympiques de Barcelone. Mais surpris par la France lors de leur premier match puis incapable de battre une Équipe unifiée trop forte, García Cuesta et les Espagnols ne parviennent pas à se qualifier pour les demi-finales. Il n'est alors pas prolongé à la tête de l'Espagne et c'est Valero Rivera, son rival du FC Barcelone, qui lui succède au  Championnat du monde 1993.
Pendant les trois premiers mois de la saison 1993/94, il retrouve le banc du TEKA Santander qui vient de remporter son premier Championnat d'Espagne, un an après avoir atteint la finale de la Coupe des clubs champions. Avec des joueurs comme Talant Douïchebaïev, Mikhaïl Iakimovitch, Juan Francisco Muñoz et Mateo Garralda et des gardiens comme le Suédois Mats Olsson et le jeune espoir José Javier Hombrados, les ambitions sont elévés pour le club. Mais la première partie de saison est compliquée en Championnat (es) (3 matchs nuls et 3 défaites en 14 matchs lors de la première phase). Après un nouveau match nul face à Valladolid, le club n'est pas qualifié pour la Coupe ASOBAL (es) et Javier García Cuesta est contraint de donner sa démission en janvier 1994. Ce changement sera salutaire pour le TEKA puisqu'il va finalement remporter le Championnat d'Espagne (en) (organisé sous forme de play-offs) ainsi que la Ligue des champions.
García Cuesta retourne alors États-Unis en tant que directeur technique de la Fédération et sélectionneur de l'équipe nationale. Avec l'équipe américaine, il participe au Championnat du monde 1995 en Islande, un peu plus d'un an avant les Jeux olympiques d'Atlanta.
Ce n'est finalement pas avec les États-Unis mais l'Égypte qu'il participe aux JO après avoir été nommé en juillet 1995. Il échoue de peu à qualifier les Égyptiens en demi-finale, et ce à cause d'une défaite d'un but 19-20 face à ... l'Espagne. Cette toutefois belle sixième place est suivie d'une autre au Championnat du monde 1997. Après la défaite en demi-finale du Championnat d'Afrique des nations 1998 face à la Tunisie, Hassan Moustafa, président de la Fédération égyptienne (et qui deviendra président de la Fédération internationale un an plus tard), le démet de ses fonctions en mars 1999, deux mois avant le Championnat du monde 1999 organisé en Égypte.
Il rebondit alors auprès de l'équipe nationale portugaise qu'il dirige de 1999 à 2005. Il participe ainsi à trois Championnats d'Europe (7e place en 2000, 9e place en 2002 et 14e place au 2004) et deux Championnats du monde (16e place en 2001 et 12e place en 2003 à domicile au Portugal). À la fin de son expérience portugaise en 2005, il devient alors directeur technique de la Fédération royale espagnole de handball et assure l'intérim avec l'Espagne après l'échec de Juan Carlos Pastor aux JO de 2008. Il participe ainsi à deux matchs de qualification pour l'Euro 2010.
En décembre 2008, il quitte l'Espagne pour devenir sélectionneur du Brésil,. L'objectif est notamment la qualification pour les Jeux olympiques de Londres mais le Brésil s'incline en finale des Jeux panaméricains de 2011 puis ne termine que troisième de son tournois de qualification olympique derrière la Suède et la Hongrie.
En 2012, alors que García Cuesta avait décidé de prendre sa retraite en tant qu'entraîneur, les États-Unis sont à nouveau aller le chercher et devient pour la troisième fois sélectionneur de l'équipe nationale américaine. Mais près de deux décennies après son passage précédent, il découvre que le handball a toujours un statut totalement amateur, avec pratiquement aucune compétition nationale. Grâce à ses contacts, il a réussi à créer un centre d'entraînement olympique permanent à l'Université d'Auburn en 2014, qui pourrait être le germe d'une nouvelle équipe pour les JO de Los Angeles en 2028 basée sur un programme stratégique pour le développement du handball américain. En 2018, García Cuesta met définitivement un terme à sa carrière d'entraîneur à 71 ans.

## Palmarès de joueur

### Club
- Vice-champion d'Espagne (4) :  1970, 1972, 1974, 1976
- Finaliste de la Coupe du Généralissime/du Roi (3) : 1970, 1973, 1976

### Équipe nationale
- 15e place aux Jeux olympiques 1972
- 13e place au Championnat du monde 1974
- Médaille d'argent aux Jeux méditerranéens de 1975

## Palmarès d'entraîneur

### Club
- Vice-champion d'Espagne (1) : 1989 (en) (avec le TEKA Santander)
- Vainqueur de la Coupe du Roi (1) : 1989 (avec le TEKA Santander)
- Vainqueur de la Ligue des champions en 1994[15] (avec le TEKA Santander)

### Équipe nationale
- avec les États-Unis  (1979-1987, 1994-1995 et 2012-2018)
  -  Médaille de bronze au Championnat panaméricain 1979
  -  Médaille de bronze au Championnat panaméricain 1981
  -  Médaille d'argent au Championnat panaméricain 1983
  - 9e place aux Jeux olympiques 1984
  -  Médaille d'argent au Championnat panaméricain 1985
  -  Médaille d'or aux Jeux panaméricains de 1987 (en)
  -  Médaille de bronze au Championnat panaméricain 1994
  - 4e place aux Jeux panaméricains de 1995 (en)
  - 21e place au Championnat du monde 1995
  - 6e place au Championnat panaméricain 2014
  - 8e place au Championnat panaméricain 2016
- avec l'Espagne  (1989-1992)
  - 5e place au Championnat du monde 1990
  -  Médaille de bronze aux Goodwill Games de 1990
  - 5e place aux Jeux olympiques 1992 à Barcelone
- avec l'Égypte  (1995-1999)
  -  Médaille d'or aux Jeux africains de 1995 (en)
  -  Médaille de bronze au Championnat d'Afrique 1996
  - 6e place aux Jeux olympiques 1996
  - 6e place au Championnat du monde 1997
  -  Médaille de bronze au Championnat d'Afrique 1998
- avec le Portugal  (1999-2005)
  - 7e place au Championnat d'Europe 2000
  - 16e place au Championnat du monde 2001
  - 9e place au Championnat d'Europe 2002
  - 12e place au Championnat du monde 2003
  - 14e place au Championnat d'Europe 2004
- avec le Brésil  (2009-2012)
  - 21e place au Championnat du monde 2009
  -  Médaille d'argent au Championnat panaméricain 2010
  - 21e place au Championnat du monde 2011
  -  Médaille d'argent aux Jeux panaméricains de 2011 (en)